# Bruno Manuel de Jesus M. Silva
Bruno Manuel de Jesus M. Silva  é um jogador da selecção portuguesa de Futebol de Praia.
Bruno é um guarda-redes da selecção portuguesa de futebol de praia.